# Olethreutes
Genre
Olethreutes est un genre de lépidoptères (papillons) de la famille des Tortricidae.

## Source de la traduction
- (en) Cet article est partiellement ou en totalité issu de l’article de Wikipédia en anglais intitulé « Olethreutes » (voir la liste des auteurs).